# A Diogneto

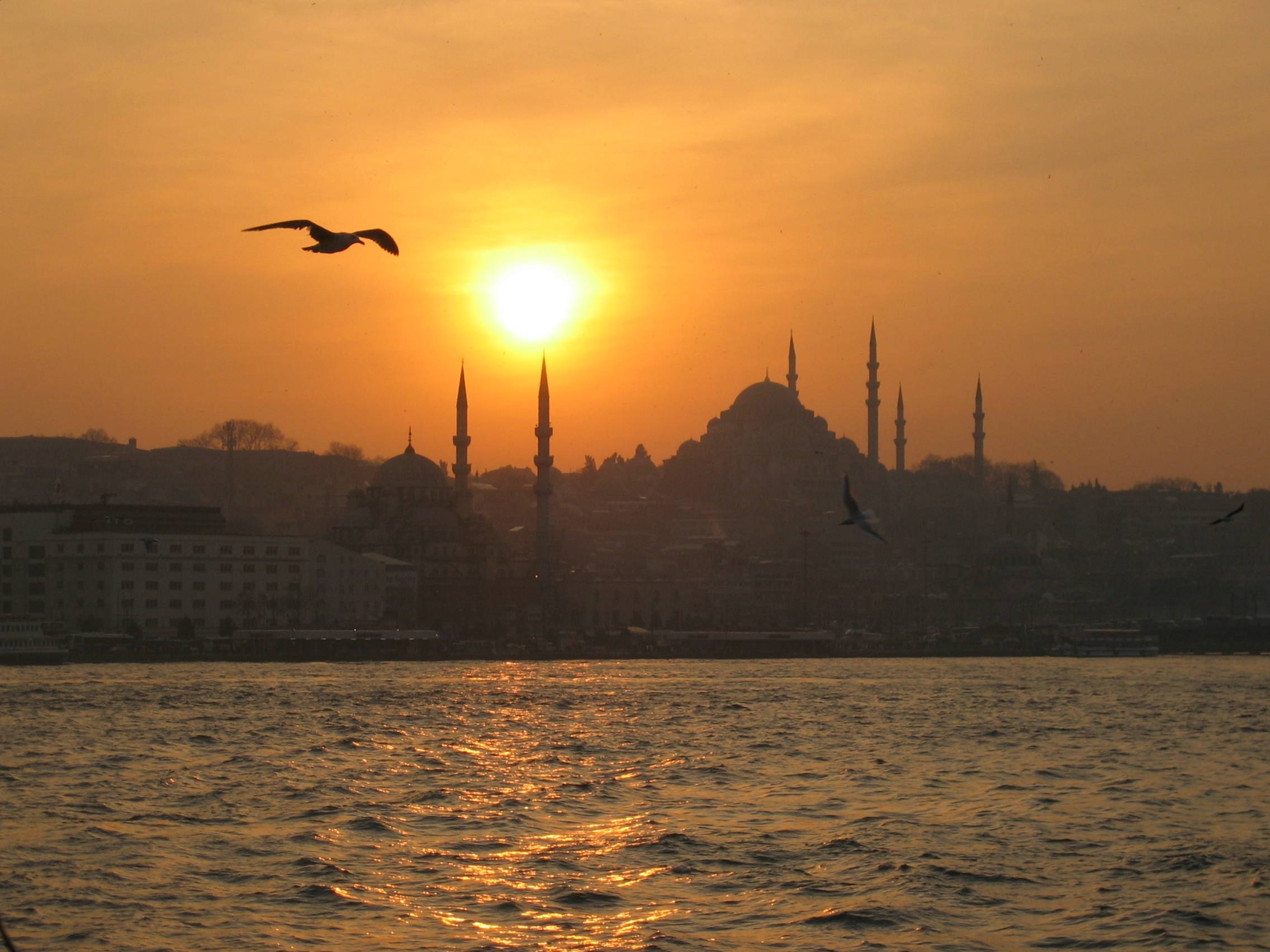
Constantinopla, ciudad donde apareció el códice transmisor de la Epístola a Diogneto.

La epístola o discurso A Diogneto (Ἐπιστολὴ πρὸς Διόγνητον; en latín, Epistula ad Diognetum) es una obra de la apologética cristiana, escrita, quizás, en las postrimerías del siglo II. Esta pequeña obra, de apenas doce capítulos, es una pieza singular de la literatura cristiana. Es singular por su catalogación, por su origen incierto, por su chocante descubrimiento, por la fatídica destrucción del único códice que la contenía. Es singular también por su autoría, por los enigmas que plantea, por la originalidad de las teorías de que es objeto. Sobre todo es singular por su belleza y elegancia, que discurre lejos de la crudeza de Taciano, la franqueza de Justino, los escarnios de Hermias, la simplicidad de Arístides, el fideísmo de Teófilo o las filosóficas legaciones de Atenágoras. Por su estilo, aunque no tanto por su contenido, A Diogneto se eleva muy por encima de otros escritos de la apologética cristiana.
Lo más incomprensible de esta obra es que nadie la conociese antes de su descubrimiento en el siglo XV. No existe mención alguna, explícita o implícita, que permita suponer que alguno de los Padres de la Iglesia la leyera, siquiera que tuviese noticia de su existencia. Tampoco en las fuentes griegas, judías, gnósticas o en cualquier otro lugar se ha encontrado indicio alguno de su paso por la historia.
¿Cómo es posible —se pregunta todavía hoy la crítica— que esta notable obra pasase desapercibida durante mil doscientos años, teniendo como se tienen noticias de infinidad de autores menores y fragmentos sueltos de casi todos ellos? ¿Cómo pudo ocurrir que no la conociese Eusebio de Cesarea, que recogía todas las noticias que llegaban a sus oídos? ¿Cómo es posible que nadie sepa nada de su autor o su destinatario? Y si por fin fuese cierto que nadie la conocía y nadie la leyó ¿cómo es posible que haya llegado a nosotros? Estas preguntas son únicas en el ámbito de la patrología pues A Diogneto tiene el raro privilegio de ser una de las pocas obras de la literatura antenicena cristiana no mencionadas por Eusebio. Tampoco por otros historiadores de la Iglesia como Jerónimo, Genadio de Marsella, o Focio en el siglo IX.

## Tradición textual

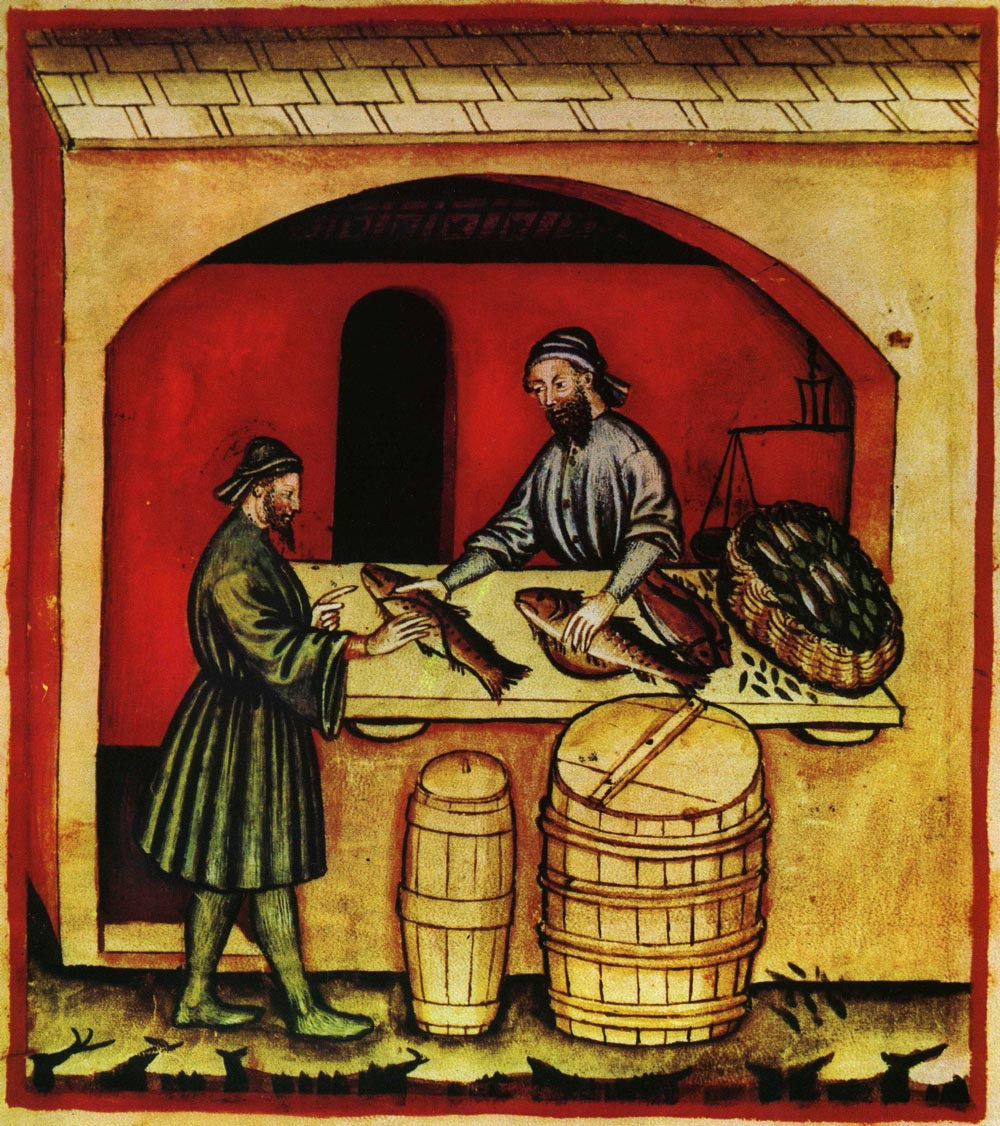
Miniatura del, representando una escena cotidiana.

El códice transmisor de la epístola A Diogneto fue descubierto hacia 1436 en la ciudad de Constantinopla y adquirido por un joven clérigo y estudiante de griego llamado Tomás de Arezzo. A diferencia de otros afamados manuscritos, no fue encontrado en una biblioteca o en un monasterio sino en una pescadería de la ciudad, donde estaba apilado con el papel de envolver pescado. El códice encontrado por Arezzo era un corpus apologeticum griego del siglo XIII o XIV que contenía 22 obras griegas. Cinco de ellas eran atribuidas de forma espuria a Justino Mártir. De Monarchia, Cohortatio ad Graecos, Expositio fidei, y Oratio ad Graecos. Había también un quinto tratado, desconocido hasta entonces, que empezaba así:

Veo, excelentísimo Diogneto, que tienes gran interés en comprender la religión de los cristianos.
(Dg 1.1)

En consecuencia, la obra pasó a conocerse como Epístola a Diogneto o, más sencillamente, A Diogneto.
Este corpus apologético griego se conoce hoy como el Codex Argentoratensis Graecus 9. Tomás de Arezzo entregó su hallazgo al futuro cardenal Juan de Ragusa. Juan de Ragusa o Juan Stojkovic era un destacado eclesiólogo dominico, delegado en el concilio de Basilea. Este concilio, celebrado entre 1431 y 1439, tenía como tema principal el Cisma de Oriente y Occidente, a resultas de lo cual Stojkovic permaneció dos años en Constantinopla. Allí reunió una colección de manuscritos pertenecientes al ámbito de la literatura cristiana. Además del Codex Graecus 9 de Arezzo, Stojkovic consiguió otras obras excelentes como el Codex Palatinus Graecus 398, transmisor único de la obra de Partenio de Nicea, y otro manuscrito que contenía las obras completas de Cirilo de Alejandría. El acierto de Stojkovic al reunir esa colección de obras implica aún más mérito si se tiene en cuenta que veinte años después, en 1453, se produjo la Caída de Constantinopla. El códice transmisor de A Diogneto formó parte de su biblioteca hasta el año de su muerte (1443) en que lo legó por testamento a sus hermanos del convento de Basilea. Allí, la biblioteca de Stojkovic se dispersó. El Codex Palatinus gr. 398, portador de Partenio, permaneció en Basilea hasta su editio princeps en 1531. Después se vio envuelto en numerosas querellas y viajó por toda Europa, del Vaticano a París, antes de acabar en la biblioteca palatina de Heidelberg. Por su parte, el Codex Graecus 9, portador de A Diogneto, fue adquirido de una u otra manera por un conocido hebraísta del siglo XVI llamado Johannes Reuchlin, de lo que se tiene noticia porque su nombre aparecía en la contraportada del códice. No se sabe bien cómo pero, a partir de la segunda mitad del siglo XVI, el códice llegó a la abadía de Marmoutier o Maumünster, una localidad francesa situada en la Alsacia superior.

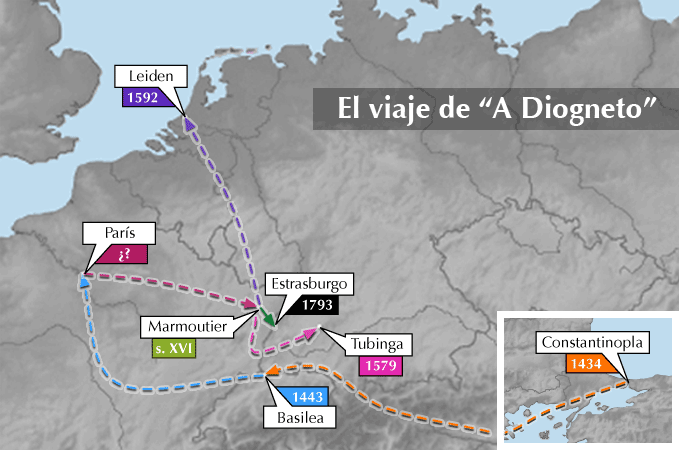
Itinerario del Codex Graecus 9 y de las copias de Leiden y Tubinga.

Antes de acabar ese siglo se hicieron tres copias del manuscrito. La primera fue realizada en 1579 por Bernard Haus por encargo de Martin Crusius, profesor de la universidad de Tubinga, en cuya biblioteca universitaria se encuentra actualmente. La segunda copia fue realizada por un impresor francés llamado Henri Estienne, que la utilizó para preparar en 1592 la editio princeps de la obra. Dicha copia acabó en la biblioteca universitaria de Leiden por intermedio de un destacado coleccionista de manuscritos llamado Isaac Voss. Una tercera copia, realizada por J.J. Beurer en 1590, desapareció.
Mientras tanto el manuscrito original de Arezzo pudo permanecer doscientos años en la abadía de Marmoutier hasta su traslado a la biblioteca cívica de la cercana ciudad de Estrasburgo hacia 1793. Cincuenta años después, el caballero Johann Carl Theodor von Otto realizó una edición de las obras completas de Justino, para las que se hicieron dos colaciones del manuscrito. La primera fue realizada en 1842 por Edouard Cunitz y la segunda en 1861 por Edouard Reuss. Las minuciosas colaciones que hizo Reuss sobre el manuscrito de Arezzo constituyen el mejor conjunto de observaciones que se conservan sobre el Graecus 9, también las últimas. En el año 1870, apenas nueve años después, la ciudad de Estrasburgo se vio inmersa en el conflicto franco prusiano y ese verano sufrió un devastador asedio de cuarenta días durante el cual la biblioteca fue destruida y, con ella, el manuscrito de Constantinopla. De no ser por las copias que se hicieron en el siglo XVI, el texto de la epístola A Diogneto se hubiera perdido en ese incendio.

## La apologética cristiana

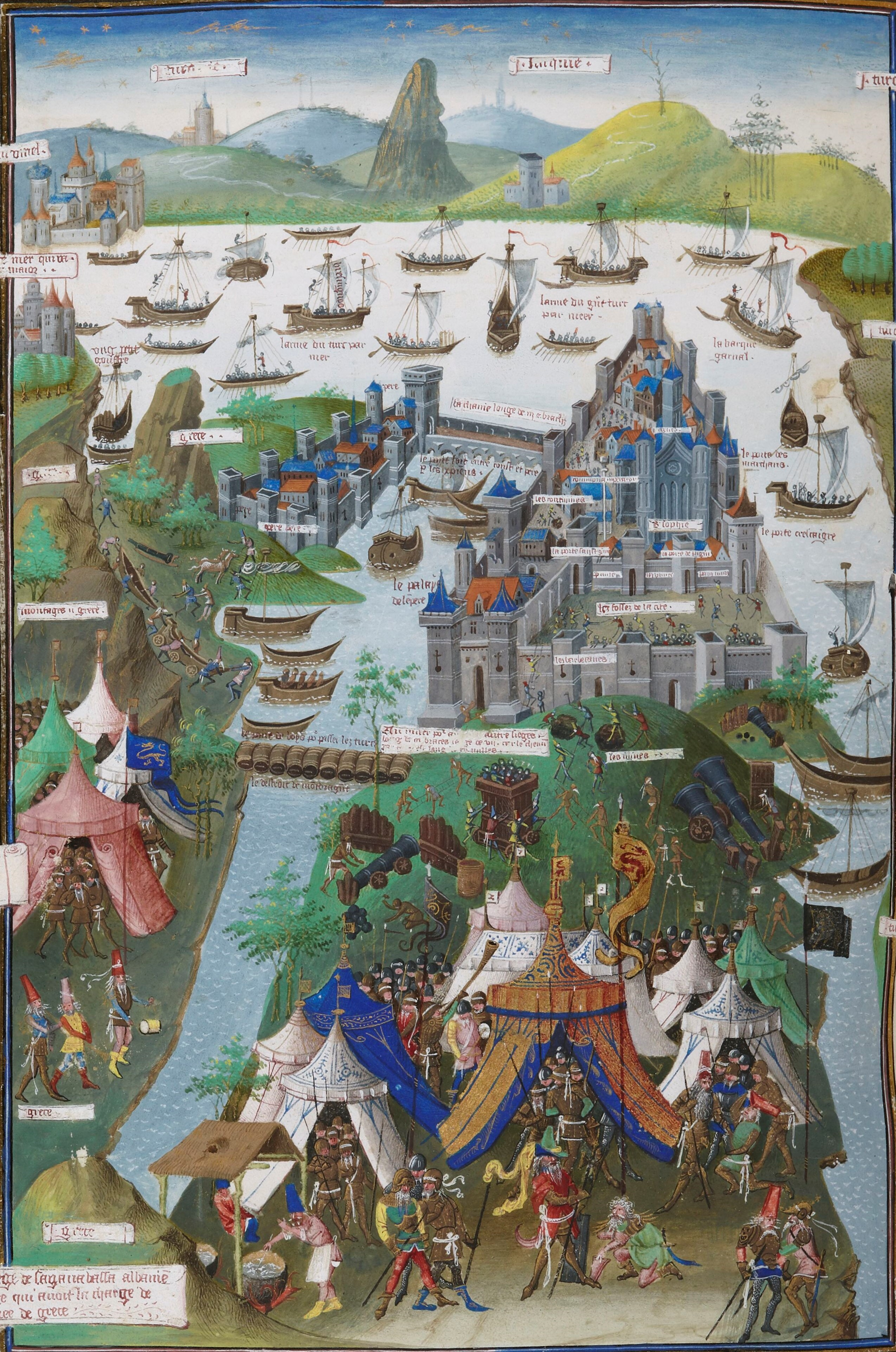
Representación de la caída de Constantinopla.

La apologética cristiana surgió en el siglo II como consecuencia de la situación social en la que estaba inmerso el cristianismo. Dicha situación estaba marcada por dos factores: el desconocimiento general de su doctrina y su condena por parte de las autoridades romanas. El desconocimiento del cristianismo daba lugar a tergiversaciones y acusaciones infundadas para los que la condena oficial proveía un instrumento legal de represión. Una persona podía ser condenada a muerte por el solo hecho de ser cristiano. La delación por cristianismo conllevaba el arresto inmediato y el posterior interrogatorio del reo. Si en el transcurso del mismo negaba la acusación de cristianismo, era liberado. Si se declaraba cristiano, era ejecutado. La psicología de los cristianos primitivos complicaba el asunto porque con frecuencia preferían morir a renunciar a sus creencias. Esta situación se planteó ya en el último tercio del siglo I pero no fue hasta el siglo II que se produjo un cambio de actitud en el cristianismo, perceptible en su literatura. Hasta entonces la literatura cristiana estaba formada por los libros del futuro Nuevo Testamento y los escritos de los llamados Padres Apostólicos. Todas estas obras estaban dirigidas a un público cristiano y exhibían una marcada intención doctrinal. A través de ellas, el mundo en que se encuadraba el cristianismo aparecía como un marco difuso e indiscutido al que en realidad no se prestaba atención. Las epístolas de Pablo intentaban resolver cuestiones planteadas por las comunidades cristianas. Los Evangelios intentaban presentar la vida y las enseñanzas de Jesús. El libro de la Revelación y El pastor de Hermas profundizaban la literatura escatológica. La Didaké y la epístola de Bernabé describían los primeros rudimentos de la liturgia. Clemente de Roma, Ignacio de Antioquía y Policarpo de Esmirna escribían cartas a las iglesias para aconsejarlas. 
En el siglo II, sin embargo, se produjo un hecho inaudito. Un obispo cristiano llamado Cuadrado de Atenas, compuso un escrito apologético y lo dirigió públicamente al emperador Adriano, para denunciar las injusticias que sufrían los cristianos. El cristianismo dejó de esta forma de ser un asunto privado de ciertas comunidades para confrontarse con el mundo. La apología de Cuadrato fue la primera pero, a lo largo de ese siglo, otros autores siguieron su ejemplo. Arístides, Justino, Taciano, Atenágoras, Teófilo o Hermias son algunos de ellos. Todos utilizaron la lengua griega porque, en ese siglo, la patrología griega predominaba sobre la latina. En los siglos siguientes, dichas obras se agruparon y transmitieron juntas formando el grupo de los llamados apologistas griegos.
El autor de la Epístola a Diogneto también es un apologista, también escribió en griego y también es del siglo II. A pesar de eso, no se le cuenta entre los apologistas griegos sino entre los Padres Apostólicos, inclusión poco coherente. Aunque los Padres Apostólicos forman un grupo heterogéneo de escritos donde cabe casi todo, no hay ninguna razón objetiva que justifique dicha inclusión excepto que, en 1765, Andrea Gallandi publicó A Diogneto en su edición de los Padres Apostólicos junto con Hermas, Bernabé, Clemente, Ignacio, Policarpo y los fragmentos de Papías. Sin embargo, con arreglo a los criterios que a posteriori se proponen como definición, A Diogneto no puede considerarse obra de un Padre Apostólico. Su autor no fue discípulo de los apóstoles, como Papías o Policarpo. Tampoco fue un escritor estimado por las comunidades primitivas como Hermas y no pertenece a la literatura cristiana surgida entre los siglos I y II, como la Didaké. La inclusión de A Diogneto entre los Padres Apostólicos rompe, además, con la forma en que la tradición entregó la epístola, formando parte de un corpus apologético griego.

## Autor, destinatario y datación

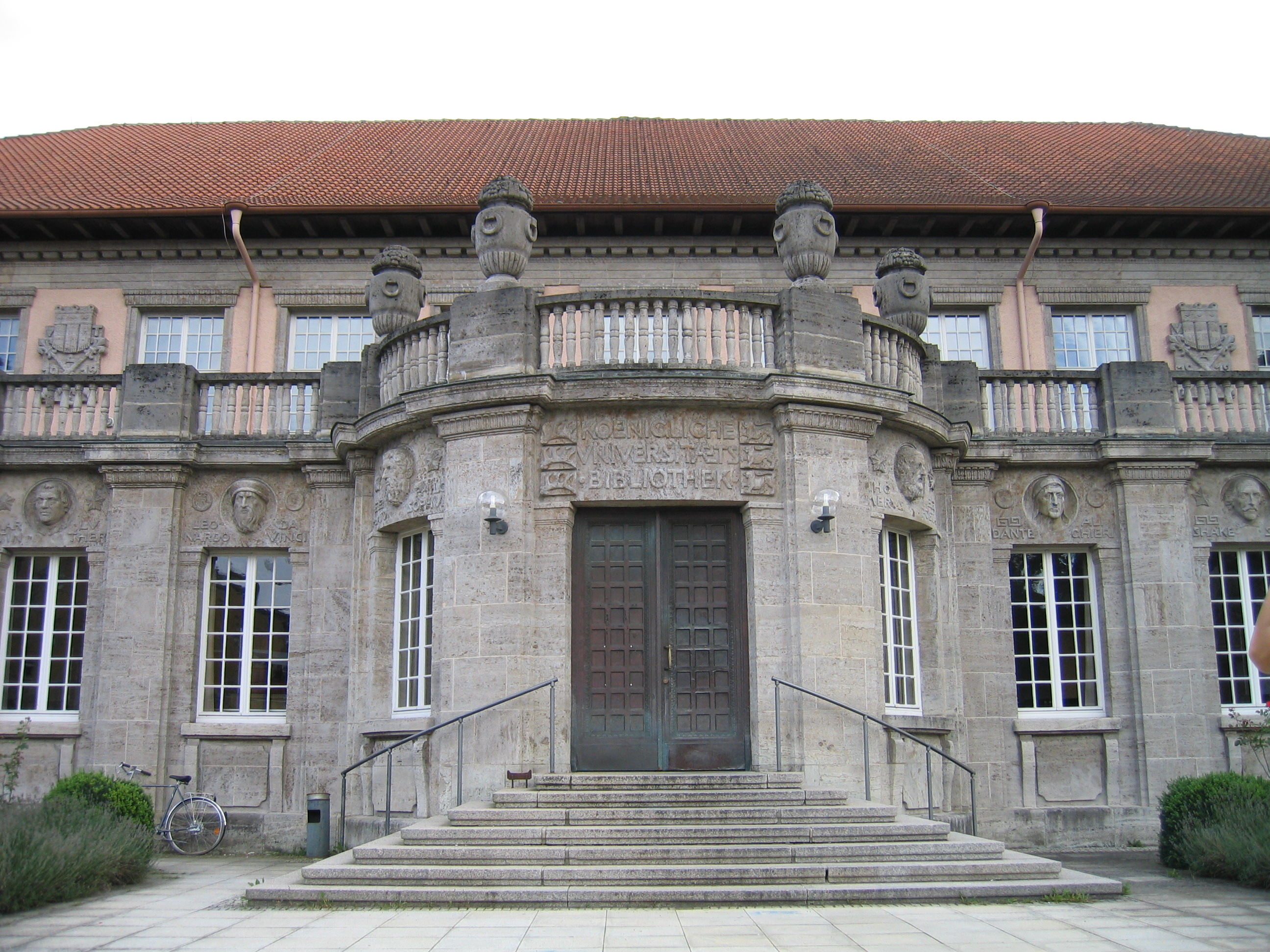
Biblioteca universitaria de Tubinga, donde se encuentra la copia encargada por Martin Crusius.

El manuscrito de Estrasburgo, desaparecido en 1870, transmitía cinco obras espurias de Justino, incluida la Epístola a Diogneto. Tillemont rechazó dicha atribución en el siglo XVII: el estilo y la elocuencia de esta carta se levantan muy por encima de Justino. Una vez negada la paternidad de Justino quedó abierta la cuestión para todo tipo de especulaciones. El mismo Tillemont conjeturó que el autor era un discípulo de los apóstoles. Gallandi precisó la autoría en la persona de Apolo. 
La datación y la ubicación del lugar de composición son temas de debate aún no resueltos. Respecto al tema de la fecha hay autores que evalúan al texto como una apología tardía con estrechas vinculaciones de estilo con Clemente de Alejandría. Estos la ubican hacia el año 200. Autores como H.G Meecham y Charles Nielsen proponen para el documento una fecha anterior al marcionismo, pues no se observa en él ningún indicio de debate sobre la importancia del Antiguo Testamento ni tampoco conocimiento del dualismo marcionita, cuestiones que caracterizan a toda la literatura post-Marción, autores como Cyril Richardson, L. W. Barnard, M. G. Mara y H. E. Lona no están de acuerdo con el primer indicio, aunque mantienen una fecha anterior al marcionismo. Otro tema central en la epístola es la disparidad doctrinal que existe entre los capítulos 1-10 y 11-12, Nielsen propone que los capítulos 1-10 se redactaron antes de Marción (144 d. C.) y tienen una doctrina muy afín a aquel quien sería el futuro maestro del Ponto. Luego de esparcirse la doctrina marcionita los proto-ortodoxos agregaron los capítulos 11-12, de claro tono antimarcionita, en la década de 150, sin embargo, otros consideran a Hipólito de Roma un posible autor de estos capítulos.
Volviendo al resto del documento H.I. Marrou, autor de la mayor monografía que se ha escrito sobre A Diogneto, formuló la hipótesis de la autoría de Panteno.
Otra atribución que se ha dado es la del apologista Cuadrato. La apología que Cuadrato dirigió al emperador Adriano se ha perdido completamente excepto un pequeño fragmento transcrito por Eusebio de Cesarea en su Historia eclesiástica. Esa breve transcripción se conoce hoy como el fragmento de Cuadrato:

Las obras, empero, de nuestro Salvador estuvieron siempre presentes, puesto que eran verdaderas; los que curó, los que resucitó de entre los muertos no fueron vistos solamente en el momento de ser curados y resucitados, sino que estuvieron siempre presentes y eso no solamente mientras el Salvador vivía aquí abajo, sino aún después de su muerte han sobrevivido mucho tiempo, de suerte que algunos de ellos han llegado hasta nuestros días.
(HE IV 3,2)

En 1946, acabada la Segunda Guerra Mundial, Dom Paul Andriessen profundizó la hipótesis de Cuadrato y dio forma a una inesperada e ingeniosa teoría. Considerando una cesura existente en el capítulo 7 del texto, Andriessen hizo un esfuerzo por imaginar el contenido faltante y llegó a la conclusión de que el discurso desaparecido podría parecerse al del fragmento de Cuadrato. Asimismo, y preguntándose si Diogneto no podría ser un título honorífico más que un nombre, Andriessen conjeturó que el emperador Adriano podría haber sido conocido como tal. Por otra parte, la comparación literaria entre el fragmento de Cuadrato y la epístola A Diogneto no descartó la posibilidad de que hubiesen sido escritos por la misma persona. De ser cierta esta atribución, no solo se habría resuelto la paternidad de A Diogneto sino que, por añadidura, se habría recuperado inopinadamente la apología de Cuadrato, dada por perdida. Cuadrato sería entonces el autor de la epístola y Diogneto sería un nombre utilizado para referirse al emperador Adriano.

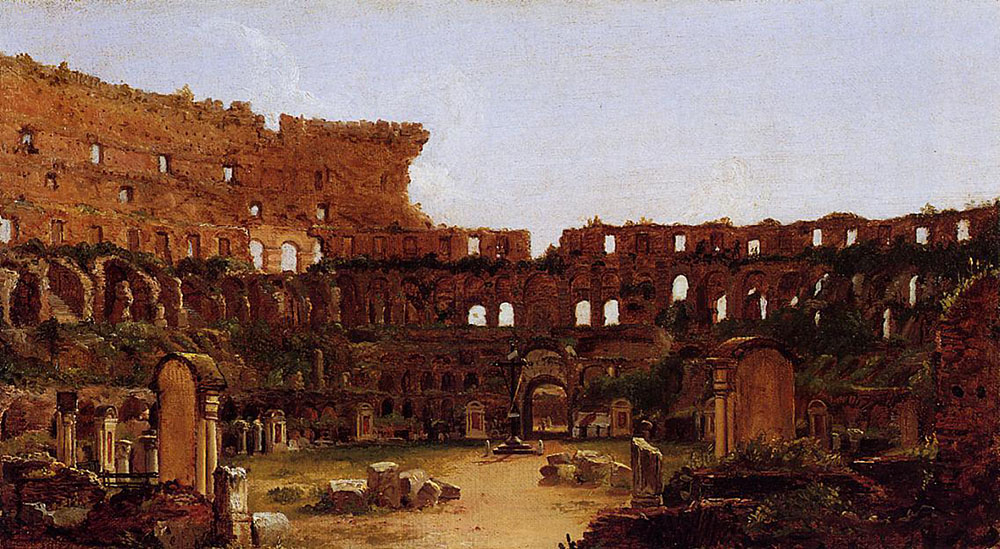
Representación de las ruinas del Coliseo romano, donde muchos cristianos fueron martirizados. Pintura realizada por Thomas Cole en el.

A falta de más datos sobre el autor, también se ha intentado identificar al destinatario. Además de la hipótesis de Andriessen de que Diogneto podría ser el emperador Adriano, se ha propuesto a Claudio Diogneto, procurador de Egipto en el año 197 y Sumo Sacerdote. Otra hipótesis que se ha formulado es la de Diogneto, tutor del emperador Marco Aurelio. En años recientes Charles E. Hill cito una inscripción de Esmirna, probablemente del siglo II, de 'Diognetos, hijo de Apolonio, hijo de Diognetos, arconte'. Esta es una evidencia de una familia aristocrática en Esmirna durante la época de Policarpo, de la cual al menos dos miembros llevaban el nombre de Diognetos. Al menos uno de estos dos era miembro del consejo de la ciudad, un estatus que haría muy apropiado el término κράτιστος, usado hacia el destinatario de la Carta a Diogneto.
Una cuarta vía ha sido intentar datar la epístola atendiendo a ciertos caracteres que se desprenden de la lectura del texto. Por este camino, la crítica prefiere situar A Diogneto en el siglo II pero hacia el final, haciéndolo, en razón de su elocuencia, cima y término de la apologética griega. El primer rasgo es la situación social del cristianismo que se señala nada más empezar, en el exordio:

Preguntas, Diogneto, qué Dios es ése en el que confían los cristianos y qué género de culto le tributan para que así desdeñen el mundo y desprecien la muerte.
(Dg. 1)

Esta pincelada general recibe más adelante un dramático colorido:

¿No ves cómo los cristianos son arrojados a las fieras para obligarlos a renegar, y no son vencidos?
(Dg. 7.7)

Esto se corresponde con la situación del cristianismo antes de la publicación del Edicto de Milán, en el siglo IV. El segundo rasgo es que se describe al cristianismo como extendido por todo el mundo, lo que descarta que fuese escrito en el siglo I. Además de eso, se han encontrado dependencias con escritos de Hipólito de Roma e Ireneo de Lyon, lo que lleva a situar la obra a finales del siglo II. A pesar de ser la opción más aceptada, esta datación antenicena no explica, sin embargo, el desconocimiento que ha padecido el escrito a lo largo de la historia. Por ello también se ha dicho que A Diogneto es una impostura tardía del siglo XVI.

## La unidad del escrito

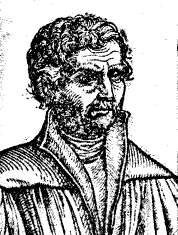
Johannes Reuchlin uno de los tenedores del códice que contenía la epístola.

La epístola a Diogneto se conoce hoy por las copias de Leiden y Tubinga. A través de ellas se transmite un texto en el que se reconocen dos cesuras. La primera se encuentra en el capítulo 7, entre los versos 6 y 7. El verso 6 se encuentra en un texto donde está hablando de la parusía de Jesucristo:

Un día lo enviará (Dios a Jesucristo) para juzgar y ¿quién soportará entonces su venida?
(Dg. 7.6)

En el verso siguiente, el 7, y como si ya estuviese hablando del tema, dice:

¿No ves como (los cristianos) son arrojados a las fieras para que renieguen y no son vencidos?
(Dg. 7.7)

La ruptura del discurso es evidente a simple vista pero no compromete la unidad del escrito. A uno y otro lado de la interrupción sigue escribiendo la misma persona. 
La segunda cesura está al final del capítulo 10 donde dice:

Entonces admirarás y tendrás por bienaventurados a quienes soportan el fuego terreno por causa de la justicia, cuando conozcas aquel fuego...
(Dg. 10.8)

Aquí también es evidente la interrupción del discurso, que se reanuda en el siguiente capítulo diciendo:

No estoy exponiendo doctrinas extrañas ni planteo cuestiones absurdas.
(Dg 11.1)

Pero ahora, y a diferencia del otro caso, no solo cambia de forma abrupta el hilván de la argumentación sino también el estilo. Esta diferencia es tan notoria que, ya a finales del siglo XVI, cundió la opinión de que los capítulos 11 y 12, conocidos como el epílogo de A Diogneto, no pertenecían a la obra. 

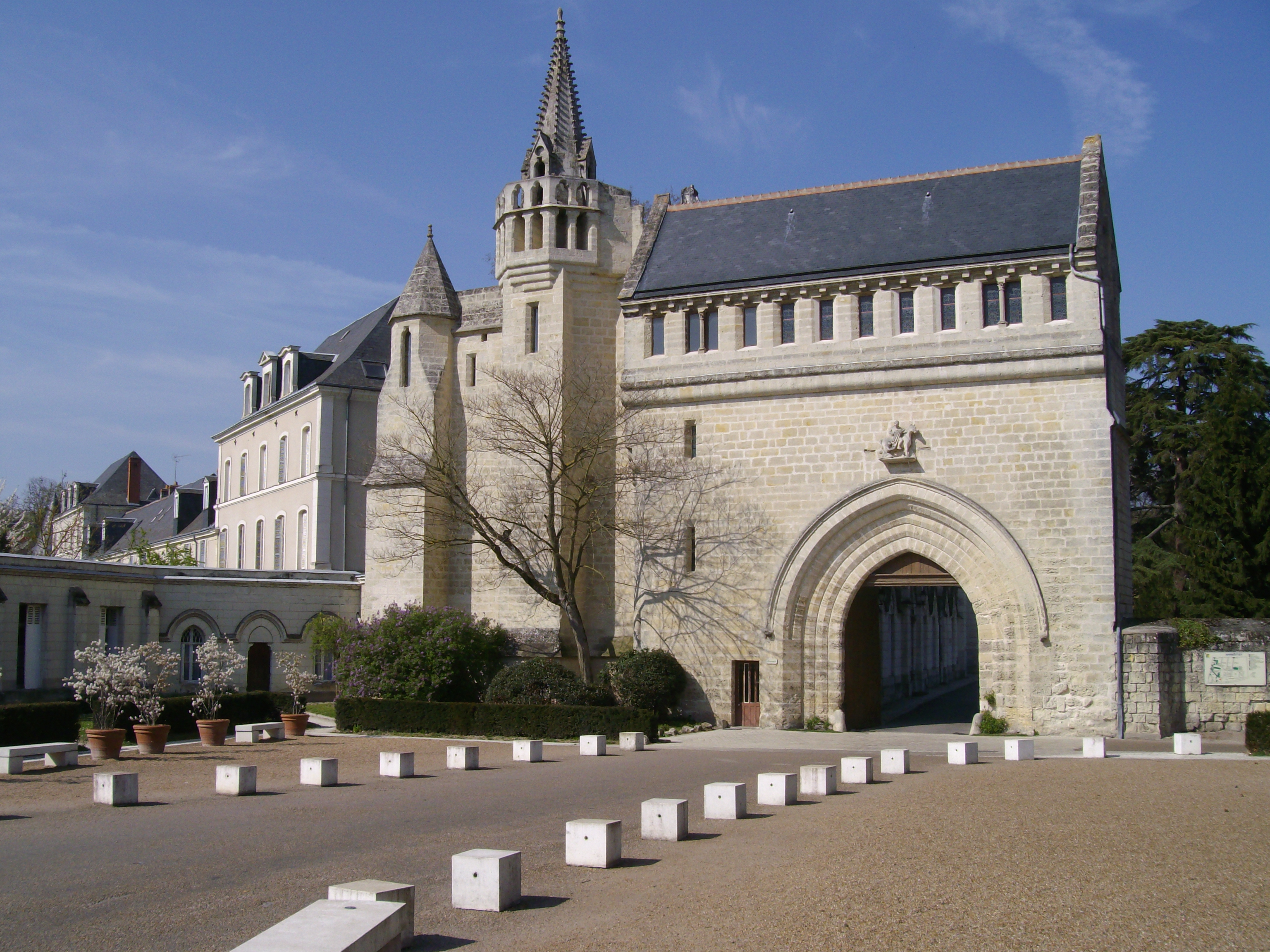
Localidad de Marmoutier, emplazamiento de la abadía donde estuvo el códice más de dos siglos.

Cabe la posibilidad de que, durante la transmisión del texto, alguien añadiese esos párrafos, o que el compilador recibiese por separado ambas partes y las reuniese presumiendo su unidad. El epílogo de A Diogneto parece obra de otro autor. Aunque está bien escrito, carece de la calidad literaria y doctrinal de la primera parte. También parece dirigido a otro destinatario pues, en los primeros capítulos, el interlocutor es un pagano mientras que en el epílogo es una persona familiarizada con la sagrada escritura que no necesita que le expliquen, por ejemplo, el mito del paraíso o el hecho básico de que existen apóstoles. Otra diferencia es la relación con el Antiguo Testamento, muy presente en el epílogo e inexistente en los primeros capítulos. Por este rasgo, algunos autores presumen cierta afinidad del escrito con ambientes gnósticos.
La opinión de una autoría distinta para el epílogo se mantuvo sin discusión durante las primeras décadas del siglo XX y solo después de la Segunda Guerra Mundial se hicieron serios esfuerzos por defender la unidad del escrito. Autores como Dom P. Andriessen, H.I. Marrou, M. G. Mara, S. Zincone o M. Rizzi utilizaron diferentes metodologías para sacar partido de las similitudes que existen. Pese a todo, E. Norelli y K. Wengst se pronuncian en contra. A pesar de la cerrada defensa que se ha hecho sobre la unidad del escrito, «la impresión de que los capítulos 11 y 12 no pertenecieron a la obra es muy fuerte».
Una glosa marginal existente en el manuscrito de Estrasburgo y conocida hoy por las colaciones de Reuss decía explícitamente que las lagunas de los párrafos 7 y 10 se debían a que se estaba copiando un manuscrito muy antiguo, y cabe suponer con ello, que bastante deteriorado. H. I. Marrou estima que el manuscrito de Constantinopla es una copia del siglo XIV de un manuscrito anterior del siglo VI o el siglo VII.

## Comentario del texto

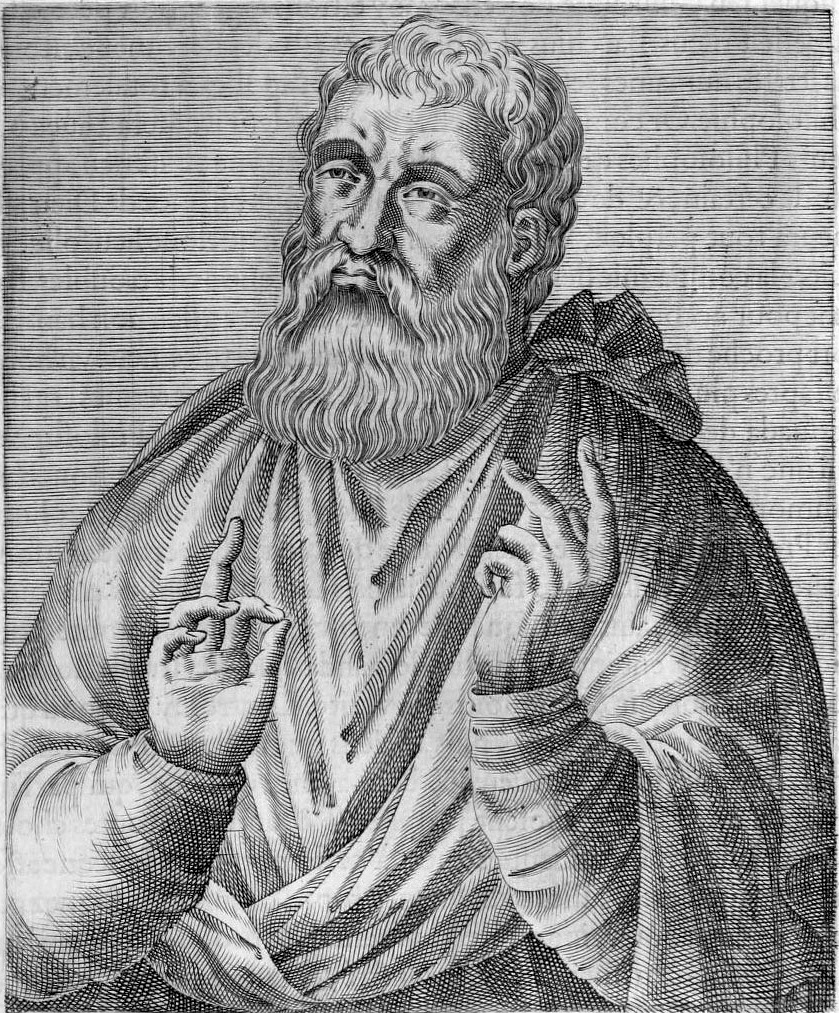
Grabado de Justino Mártir, cuya autoría fue descartada al poco de conocerse la epístola.

A diferencia de otras apologías, escritas espontáneamente para defender la nueva religión, esta obra es la respuesta de un cristiano a las cuidadosas preguntas formuladas por un pagano llamado Diogneto (Dg. 1.1). Preguntas que denotan un «vivo interés» (Dg. 1.1) y que son fruto de la extrañeza que causa esta «nueva raza cristiana» (Dg. 1.1), así la llama, que no participa de las creencias de los griegos ni de los judíos y que «desprecia la muerte» (Dg. 1.1). El autor de la carta, tras la enumeración de las preguntas de Diogneto, expresa su agrado por este interés (Dg. 1.2) y formula un ruego:

Pido a Dios, que da el hablar y el escuchar, que a mí me conceda hablar para mejorar a quien me escucha, y a ti te conceda escuchar sin que se entristezca quien te habla.
(Dg. 1.2)

A continuación, empieza una crítica de la religión pagana que se mueve por dos lugares comunes: la crítica de la idolatría y la crítica de los sacrificios. La idolatría o adoración de objetos era un elemento frecuente en las religiones paganas. Las imágenes de los cultos paganos podían estar hechas de diversos materiales: oro, bronce, piedra, madera y sobre este hecho gira la argumentación. Los ídolos no son piezas de origen divino sino obra de un artesano. Los de oro hay que guardarlos bajo llave para que no los roben, los de hierro se corroen, los de arcilla son de la misma materia que un plato para comer. Esta materia forma parte hoy del ídolo pero, antes de eso, era solo materia y en el futuro podría volver a serlo y utilizarse para otro fin. La crítica de los sacrificios se basa en que eran sacrificios de sangre y grasa. Este tipo de ofrendas debían de ser sucias y desagradables porque, para el autor, suponen un desprecio más que una prueba de adoración, y demuestran según él la insensibilidad de los ídolos, que no se quejan de este proceder.

¡Que uno de vosotros lo soporte! ¡Que uno de vosotros aguante que le suceda eso!
(Dg. 2.9)

Los argumentos que utiliza el autor de A Diogneto no son originales. Estas críticas eran frecuentes no ya entre los cristianos, sino entre los mismos judíos (Baruc 6) y los paganos. El sacrificio material, en concreto, era rechazado en algunos círculos paganos que abogaban por un sacrificio más espiritual.
Después de la religión pagana, el autor emprende una crítica de la religión judía a la que atribuye una cosa buena, creer en el único Dios verdadero, y otra mala, adorarle como los griegos, con sacrificios que Dios no necesita y que provienen de su excesivo apego por la Ley.

No necesitas que te explique su espíritu timorato acerca de la comida, ni sus creencias sobre el sábado, ni su orgullo por la circuncisión ni la superficialidad de sus ayunos y novilunios.
(Dg. 4.1)

Estos cuatro puntos: alimentación, sábado, circuncisión y ayunos/novilunios son criticados en los siguientes términos: Sobre la alimentación afirma el autor que es injusto considerar puras a unas criaturas e impuras a otras cuando todas vienen de Dios (Dg. 4.2). Sobre el sábado dice que es una calumnia que Dios prohíba realizar una buena acción en sábado (Dg. 4.3). De la circuncisión, dice ser absurdo que esa «mutilación» (Dg. 4.4) suponga una seña de predilección divina. De los novilunios y otras festividades regidas por criterios astrológicos, duda que la voluntad de Dios utilice esos medios para manifestarse (Dg. 4.5). La crítica de la religión judía no es profunda y deja fuera temas importantes.

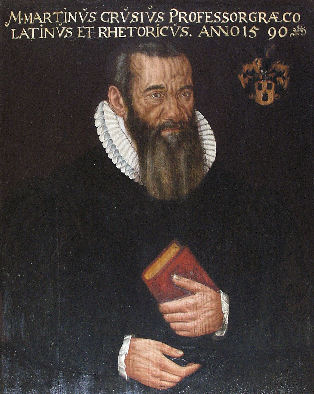
Martin Crusius, profesor de la universidad de Tubinga, quien encargó una de las dos copias de A Diogneto que se conservan.

A continuación el autor emprende la defensa del cristianismo, que es presentado como una carta de ciudadanía divina. Los cristianos «pasan su vida en la tierra, pero son ciudadanos del cielo» (Dg. 5.9). Como habitantes de la tierra, no se distinguen de los demás «por su nación, su lengua o sus vestidos» (Dg. 5.1). «Participan en todo como ciudadanos pero lo soportan todo como forasteros» (Dg. 5.5). Esta ciudadanía se expresa en una formulación de carácter platónico:

Lo que el alma es al cuerpo, lo son los cristianos al mundo.
(Dg. 6.1)

Esta analogía es sustentada con varias comparaciones tomadas de la Estoa y del platonismo. El alma se difunde por los miembros como los cristianos por el mundo (Dg. 6.2). El origen del alma no es el cuerpo, ni el de los cristianos el mundo, porque son ciudadanos divinos (Dg. 6.3). El cuerpo odia al alma como el mundo odia a los cristianos (Dg. 6.5), etc. Esta argumentación podría ser una trasposición de doctrinas platónicas ya que el «alma del mundo» es uno de los tres principios que conforman la terna trieísta del platonismo. También podría ser que el texto se hubiese redactado con un carácter litúrgico y que el autor tuviese en mente la idea de que los cristianos son una ofrenda que justifica la existencia del mundo.
Después de los pasajes dedicados a la ciudadanía cristiana y al alma del mundo, el autor afirma que el cristianismo se origina porque Dios ha intervenido en la historia enviando a su Hijo. De esta forma contesta a una cuestión planteada por Diogneto: «¿Por qué esta nueva raza ha aparecido ahora?» (Dg. 1.1). Todo ello da lugar a una exposición cristológica en la que Cristo es presentado como «Artífice y Demiurgo del universo» (Dg. 7.2), como potencia ordenadora del cosmos enviada por el Padre «para salvar, no para violentar; para llamar, no para acusar; para amar, no para juzgar» (Dg. 7.4-5). El autor no facilita ningún detalle biográfico sobre Jesús de Nazaret, lo que puede ser signo de aversión hacia la vida física de Jesús. A continuación, se dice que tras la primera venida, habrá una segunda:

Un día lo enviará (Dios a Jesucristo) para juzgar y entonces ¿quién soportará su venida?
(Dg. 7.6)

En este punto se llega a la primera laguna del texto. Según la hipótesis de Dom P. Andriessen aquí vendría intercalado el fragmento de Cuadrato. Sea como sea, el primer verso después de la cesura es:

¿No ves como (los cristianos) son arrojados a las fieras para que renieguen y no son vencidos?
(Dg. 7.7)

El mediterráneo oriental, a mediados del, en vísperas de la Caída de Constantinopla.

Después de la cristología, se habla sobre la necesidad de la venida de Jesucristo ya que «antes de ella, ningún hombre conoció a Dios» (Dg. 8.5). El autor describe el plan divino de la salvación «concebido por Dios y comunicado sólo a su Hijo» (Dg. 8.9). En un principio, Dios escondió su sabiduría y bondad al mundo, permitiendo al hombre obrar a su aire, «dejándose llevar por tendencias desordenadas» (Dg. 9.1) y soportando con paciencia sus pecados. Llegado el tiempo de máxima iniquidad, cuando no le aguardaba al hombre más que «el castigo y la muerte» (Dg. 9.2), el Hijo es enviado «para cubrir nuestros pecados» (Dg. 9.3) y «justificar a los impíos» (Dg. 9.4).

¡Benévolo intercambio! ¡Inescrutable creación! ¡Inesperados beneficios! ¡La iniquidad de muchos quedó oculta en el único justo, y la justicia de uno justificó a muchos inicuos!
(Dg. 9.5)

A continuación, Diogneto recibe una exhortación donde se enumeran los beneficios que acarrea la aceptación de la fe cristiana, a saber, el conocimiento del Padre y el Reino de los Cielos.

¿Sospechas de qué alegría serás colmado cuando lo conozcas?
(Dg. 10.3)

En adelante y hasta la segunda cesura, el autor describe la inversión de principios y valores que afectan a la persona y la encaminan a la imitación de Dios: 

Comenzarás a hablar los misterios de Dios, amarás a los que son torturados, condenarás el engaño del mundo, conocerás la verdadera vida celestial, admirarás a quienes soportan el fuego terreno...
(Dg. 10.7)

En este punto del texto se encuentra la segunda cesura. Lo que viene a continuación es el epílogo, la parte del escrito que podría ser obra de otro autor. Está formado por dos capítulos que parecen orientados a su lectura en el seno de alguna comunidad. Por lo pronto, el texto se reanuda con otro estilo y contenido. Dice enseguida: «después de haberme hecho discípulo de los apóstoles, me hago maestro de los gentiles» (Dg. 11.1). El carácter de esta afirmación es muy paulino (1 Tim 2-7). Si, como sostiene Andriessen, el apologista Cuadrato fuese el autor de A Diogneto, estas palabras y todo el epílogo de la carta podrían ser asimismo suyos. El epílogo tiene un vocabulario específico. Se menciona a la Iglesia en dos ocasiones (Dg. 11.5) y (Dg. 11.6) como receptora de la gracia divina, cuando anteriormente, el cristianismo había sido presentado sin considerar su jerarquía. Asimismo se utiliza seis veces el título cristológico Logos.
El capítulo 12 contiene una especulación acerca del mito del Paraíso. En el Libro del Génesis se relata que Adán y Eva, padres de la humanidad, fueron expulsados del Jardín del Edén por comer el fruto prohibido del árbol del conocimiento. Para el autor, sin embargo, «No mata el conocimiento, sino la desobediencia» (Dg 12.2). Según él, la corrupción de la naturaleza humana no se debió al conocimiento adquirido sino a su adquisición en condiciones irregulares. Es posible que el autor quisiese demostrar con esta exégesis que el cristianismo no era incompatible con la sabiduría. Después se afirma que «Eva no fue corrompida, sino que es creída virgen» (Dg 12.8). Se trata de un pasaje difícil para el que se han propuesto varias traducciones. La virginidad de Eva podría tener relación con la Virgen María ya que en la literatura cristiana primitiva, María era vista como una segunda Eva o segunda madre de la humanidad, no corrompida por el Pecado original. Concluye el texto diciendo:

A él la gloria por los siglos. Amén
(Dg. 12.9)

que es una fórmula conclusiva del cristianismo primitivo.